# Casas Viejas, Tantoyuca
Casas Viejas är en ort i Mexiko.   Den ligger i kommunen Tantoyuca och delstaten Veracruz, i den sydöstra delen av landet, 220 km nordost om huvudstaden Mexico City. Casas Viejas ligger 148 meter över havet och antalet invånare är 368.
Terrängen runt Casas Viejas är huvudsakligen platt, men österut är den kuperad. Runt Casas Viejas är det ganska tätbefolkat, med 80 invånare per kvadratkilometer. Närmaste större samhälle är Ixcatepec, 7,4 km nordost om Casas Viejas. Trakten runt Casas Viejas består till största delen av jordbruksmark.